# Union lituanienne agraire et des verts
Pour les articles homonymes, voir Union populaire.
L’Union lituanienne agraire et des verts (en lituanien : Lietuvos valstiečių ir žaliųjų sąjunga, LVŽS) est un parti politique lituanien agrarien et conservateur.

## Historique

### Fondation
Le 15 décembre 2001, le Parti des paysans lituaniens présidé par Ramūnas Karbauskis et le Parti de la nouvelle démocratie de Kazimira Prunskienė, disposant respectivement de 4 et 3 députés au sein du Seimas, décident de fusionner dans une coalition nommée Union des partis agraire et nouveau démocrate (en lituanien : Valstiecių ir Naujosios demokratijos partijų sąjunga, VNDPS) sous la direction de Prunskienė.
À la suite des élections législatives de 2004, le parti compte 10 députés et sa présidente siège au sein du gouvernement dirigé par les sociaux-démocrates.
En février 2006, le parti décide de se renommer Union lituanienne agraire et populaire (en lituanien : Lietuvos valstiečių liaudininkų sąjunga, LVLS), du nom d'un parti gouvernemental fondé en 1922 puis interdit en 1936.

### Traversée du désert
Au cours des élections législatives de 2008, la LVLS remporte seulement 3,7 % des voix et ne fait élire que trois parlementaires au Seimas grâce au scrutin uninominal majoritaire à deux tours.
L'année suivante en avril, l'ancien vice-président du parti Ramūnas Karbauskis en prend la direction, Kazimira Prunskienė devenant présidente d'honneur. Celle-ci quitte finalement le parti début juillet, après avoir remporté à peine 3,9 % à l'élection présidentielle, pour fonder le Parti populaire lituanien. Elle reproche à la LVLS et à Karbauskis de trop se centrer sur la défense des intérêts des agriculteurs.
En janvier 2012, le parti adopte son nom actuel, mais les législatives qui se tiennent à l'automne ne sont pas plus brillantes avec seulement 4 % des suffrages exprimés et un député.

### Renouveau
Dans la perspective des élections législatives de 2016, Ramūnas Karbauskis choisit Saulius Skvernelis, ministre de l'Intérieur du gouvernement de coalition du social-démocrate Algirdas Butkevičius et ancien directeur général de la Police lituanienne, comme chef de file électoral. Au soir du second tour, la LVŽS compte 54 députés sur 141. En conséquence, la présidente de la République Dalia Grybauskaitė confie dès le lendemain à Skvernelis le soin de former le nouveau gouvernement.

## Résultats électoraux

### Élections législatives
| Année | Dirigeant           | Votes   | %      | Rang | Députés  | Gouvernement            |
| ----- | ------------------- | ------- | ------ | ---- | -------- | ----------------------- |
| 2004  | Kazimira Prunskienė | 78 902  | 6,4 %  | 6e   | 10 / 141 | Brazauskas II, Kirkilas |
| 2008  | Kazimira Prunskienė | 46 162  | 3,7 %  | 9e   | 3 / 141  | Opposition              |
| 2012  | Ramūnas Karbauskis  | 53 141  | 3,9 %  | 8e   | 1 / 141  | Opposition              |
| 2016  | Ramūnas Karbauskis  | 274 108 | 21,5 % | 1er  | 54 / 141 | Skvernelis              |
| 2020  | Ramūnas Karbauskis  | 204 473 | 17,5 % | 2e   | 32 / 141 | Opposition              |
| 2024  | Ramūnas Karbauskis  | 87 181  | 7,2 %  | 6e   | 8 / 141  | Opposition              |

### Élections présidentielles
| Année     | Candidat               | Premier tour | Premier tour | Premier tour | Second tour | Second tour | Second tour |
| Année     | Candidat               | Voix         | %            | Rang         | Voix        | %           | Rang        |
| --------- | ---------------------- | ------------ | ------------ | ------------ | ----------- | ----------- | ----------- |
| 2002-2003 | Kazimira Prunskienė    | 72 925       | 5,04         | 6e           |             |             |             |
| 2004      | Kazimira Prunskienė    | 264 681      | 21,25        | 2e           | 651 024     | 47,35       | 2e          |
| 2009a     | Kazimira Prunskienė    | 53 778       | 3,91         | 5e           |             |             |             |
| 2014      | Bronis Ropė            | 55 263       | 4,21         | 7e           |             |             |             |
| 2019a     | Saulius Skvernelis     | 279 413      | 19,72        | 3e           |             |             |             |
| 2024      | Soutien à Ignas Vėgėlė |              |              |              |             |             |             |

a Le candidat du parti se présentait officiellement en tant qu'indépendant.

### Élections européennes
| Année | Votes   | %     | Rang | Sièges | Groupe              |
| ----- | ------- | ----- | ---- | ------ | ------------------- |
| 2004  | 89 338  | 7,41  | 11e  | 1 / 13 | UEN                 |
| 2009  | 10 285  | 1,82  | 11e  | 0 / 12 | Extra-parlementaire |
| 2014  | 75 643  | 6,62  | 7e   | 1 / 11 | Verts/ALE           |
| 2019  | 158 190 | 12,56 | 3e   | 2 / 11 | Verts/ALE           |
| 2024  | 61 907  | 9,13  | 3e   | 1 / 11 | ECR                 |